# Waw an Namus
Waw an Namus (detto anche Wau-en-Namus, in arabo واو الناموس‎? - Oasi delle zanzare) è un vulcano a forma conica con caldera centrale, situato nel sud della Libia nel Deserto del Sahara.
Nella caldera del vulcano cresce una ricca vegetazione e vi sono tre laghi di acqua salata con colori che vanno dal giallo al turchese. Nella zona sono presenti anche sorgenti di acqua dolce che favoriscono la crescita di vegetazione, in contrasto con il desolato deserto circostante. Le eruzioni hanno lasciato, per un largo raggio attorno al vulcano, uno spesso strato di roccia basaltica di colore nero, che caratterizza la regione e lo rende molto visibile anche dallo spazio.